# Vidal de Blanes i de Castellar d'Orís
Vidal de Blanes i de Castellar d'Orís   (segle XIV - segle XV (>1469)) fou un diplomàtic valencià. Era baró de Cotes, senyor d'Albalat, de Segart, de Montalt i de Comediana. Era fill de Guillem de Blanes i de Damiata de Castellar i d'Orís, de manera que, per via materna, era del llinatge Orís. Lloctinent del regne de València (1413-1420) i del regne de Mallorca (1457-1469), i va participar en les bandositats valencianes contra els Vilaragut i els Soler (1379-1398). També va ser algutzir del rei Joan II d'Aragó i majordom del germà, el rei Martí I l'Humà. Com a diplomàtic actuà en diverses ambaixades: a l'infant Martí el Jove, a Sicília (1392); a França, per l'empresonament del seu parent Ramon de Blanes (1396); pels afers del Cisma d'Occident a Castella (1397); a Benet XIII (1402), a qui ajudà a fugir d'Avinyó el 1403; i al concili de Pisa de 1409. Amb les tropes de Benet XIII participà en l'expedició de 1409 a Sardenya. Fou, juntament amb Antoni Torrelles, tutor de Frederic de Luna (1409), el fill bastard del rei Martí el Jove de Sicília. Era cosí germà de Francesc de Blanes, bisbe de Barcelona, i fou el pare de Francesc Berenguer de Blanes i Berenguer, qui el succeí en el càrrec de lloctinent general de Mallorca.